# جانگجاو
ژانگژو (به لاتین: Zhangzhou) یک شهر مرکزی در جمهوری خلق چین است که در فوجیان واقع شده‌است.

## خصوصیات
ژانگژو ۱۲٬۸۸۸ کیلومترمربع مساحت و ۴٬۸۰۹٬۹۸۳ نفر جمعیت دارد.